# Hooghuis (Doel)

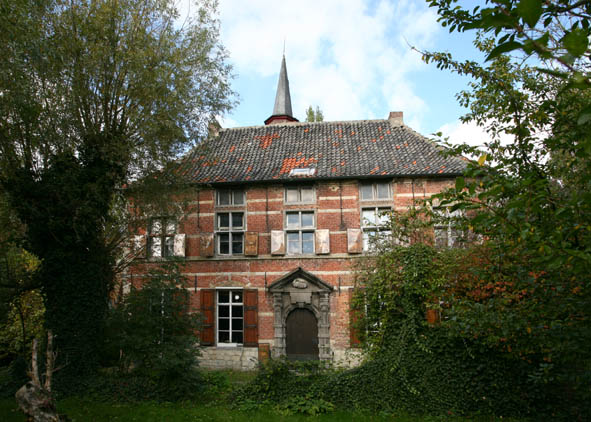
Hooghuis

Het Hooghuis is een historisch gebouw in de tot de Oost-Vlaamse gemeente Beveren-Kruibeke-Zwijndrecht behorende plaats Doel.

## Geschiedenis
Het huis werd midden 17e eeuw gebouwd als polderhuis, later werd het een buitenverblijf maar geleidelijk kwam er een winkel, een uitspanning en een café in het gebouw. Daarna werd er een tentoonstellingszaal in gevestigd.
Het huis is waarschijnlijk eigendom geweest van Jan Brant, vader van Isabella Brant, de eerste vrouw van Peter Paul Rubens. Na haar overlijden huwde Rubens Hélène Fourment, die na Rubens' overlijden trouwde met Jan van Broeckhoven de Bergeyck, toenmalig eigenaar van het Hooghuis.

## Gebouw
Het is een bakstenen gebouw met zandstenen speklagen. De toegangspoort in de symmetrische gevel is in barokke trant uitgevoerd. Het interieur toont originele balklagen en twee barokschouwen. Op de bovenverdieping bevindt zich een schouw met laatgotische stijlkenmerken.